# اسد ولیدار
اسد ولیدار (انگلیسی: Esad Veledar؛ زادهٔ ۴ ژانویهٔ ۱۹۸۴) بازیکن فوتبال اهل آلمان است.
از باشگاه‌هایی که در آن بازی کرده‌است می‌توان به باشگاه فوتبال بوداپست هونود، باشگاه فوتبال ویدتون، باشگاه فوتبال داک ۱۹۰۴ دونایسکا استردا، و باشگاه فوتبال پانیونیوس اشاره کرد.